# Casquete (militar)
El casquete era la armadura ligera de acero o malla con que se cubría el caballero la cabeza cuando no llevaba el yelmo. Era un casco pequeño del mismo género que el bacinete.
El llamado secret se componía de launas que se ajustaban a la parte interior del sombrero de fieltro.
Se usó en España durante el siglo XV y principios del XVI.
También se llamaba casquete a una especie de capillo, hecho de hierro colado o bronce batido, que los soldados de todas las armas se ponían antiguamente en la cabeza, cuando se aprestaban al combate. Los infantes lo acomodaban sobre los sombreros. Era un equivalente al imperial de los chacós.